# Gérard Plessers
Gérard Plessers (* 30. März 1959 in Overpelt) ist ein ehemaliger belgischer Fußballspieler und späterer -trainer.

## Spielerkarriere

### Vereinskarriere
Plessers begann seine Karriere bei Standard Lüttich 1975. In dieser Zeit konnte er zweimal den belgischen Meistertitel einfahren (1982, 1983), einmal den belgischen Pokal (1981) und zweimal den belgischen Supercup (1981, 1983). 1984 wechselte er nach Deutschland zum Hamburger SV. In Deutschland konnte er mit den Nordlichtern 1987 den deutschen Pokal gewinnen. 1988 kehrte er nach Belgien zurück und unterschrieb einen Vertrag beim KRC Genk. Nach nur einem Jahr ließ er weitere drei Jahre seine Karriere beim KV Kortrijk ausklingen.

### Nationalmannschaftskarriere
Plessers nahm an der Europameisterschaft 1980 in Italien teil und wurde dort mit dem Team Vizeeuropameister. Bei der Weltmeisterschaft 1982 in Spanien schied er mit den Belgiern in der Zwischenrunde als Gruppenletzter aus.

## Trainerkarriere
Nach seiner Spielerlaufbahn trainierte er unter anderem die KVV Overpelt-Fabriek, Ende der 1990er Jahre die KV Turnhout und 2003 den KFC Dessel Sport.

## Erfolge
- 2 Mal belgischer Meister (1982, 1983)
- 1 Mal belgischer Pokalsieger (1981)
- 2 Mal belgischer Supercupsieger (1981, 1983)
- 1 Mal deutscher Pokalsieger (1987)